# Myron Shongwe
Myron Shongwe, né le 6 mai 1981 à Soweto, est un joueur de football sud-africain.

## Biographie
Myron Shongwe participe au championnat d'Afrique des nations 2011, au sein de la South Africa Development XI. Lors de la compétition, il inscrit un but contre le Ghana, puis deux buts contre le Niger. L'Afrique du Sud termine première de son groupe. Néanmoins, la sélection est éliminée en quarts-de-finale par l'Algérie. Il termine co-meilleur buteur du tournoi avec trois buts en compagnie de Dhaouadi, de Kasdaoui, de Soudani et de El Tahir.
Myron Shongwe joue 83 matchs en ABSA Premiership (première division sud-africaine) entre 2006 et 2011, inscrivant 13 buts.